# Henry King (poeta)
Henry King (ur. 1592, zm. 30 września 1669 w Chichester) – duchowny anglikański, biskup Chichester, angielski poeta metafizyczny. 
Był najstarszym synem Johna Kinga, biskupa Londynu. Kształcił się w Westminster i Oxfordzie. Ożenił się z Anne Berkley w 1617 roku. W roku 1639 został biskupem Chichester, ale już w 1640 roku został usunięty z tej funkcji przez Olivera Cromwella. Po restauracji Stuartów ponownie objął to stanowisko. Pozostał w Chichester aż do śmierci w 1669 roku.
Był przyjacielem wielu pisarzy i poetów, w tym Johna Donne'a (ich bliski związek potwierdza fakt, że był wykonawcą testamentu tego poety). 
Wiersze Kinga wydano w 1657 roku, anonimowo i bez zgody autora. Tom zawierał m.in. najsłynniejszy utwór Kinga, Egzekwie (ang. The Exequy), napisane po śmierci żony, zmarłej w 1624 roku po pięciu latach małżeństwa. Istnieje przypuszczenie, że niektóre z wierszy przypisywanych Henry'emu Kingowi w rzeczywistości napisał jego młodszy brat, John, zmarły w roku 1639.